# Georges-Jacques Danton
Georges-Jacques Danton, llamado también Jorge Dantón (Arcis-sur-Aube, 26 de octubre de 1759-París, 5 de abril de 1794), fue un abogado y político francés que desempeñó un papel determinante durante la Revolución francesa y cuyo talante contemporizador fue atacado por los diferentes partidos en pugna. Es considerado por algunos historiadores como la fuerza principal que impulsó la caída del Antiguo Régimen y el establecimiento de la Primera República Francesa (1792-1804), en la jornada del 10 de agosto de 1792.
Fue uno de los primeros líderes del Club de los Jacobinos junto a Robespierre y uno de los primeros en integrar el Comité de Salvación Pública, gobierno provisional creado en abril de 1793. Finalmente fue arrestado por orden de Robespierre, acusado de corrupción y misericordia hacia los enemigos de la Revolución, y condenado a la guillotina.
Durante la Insurrección del 31 de mayo al 2 de junio de 1793 cambia de opinión sobre el uso de la fuerza y pierde su puesto en el comité; Danton y Robespierre se convierten en rivales. A principios de octubre de 1793 abandonó la política, pero se lo instó a regresar a París para abogar, como moderado, por el fin del Terror. Las continuas críticas de Danton al Comité de Seguridad Pública provocaron nuevos contraataques. Robespierre respondió a la petición de Danton de poner fin al Terror el 25 de diciembre (5 Nivôse, año II). A finales de marzo de 1794, Danton pronunció otro discurso anunciando el fin del Terror. Al cabo de una semana, fue acusado de supuestas tendencias monárquicas y fue juzgado y guillotinado tras acusaciones de conspiración y venalidad.
El papel de Danton en el inicio de la Revolución ha sido discutido, especialmente durante la Tercera República Francesa; muchos historiadores lo describen como "la principal fuerza en el derrocamiento del Monarquía francesa y el establecimiento de la Primera República Francesa".

## Primeros años

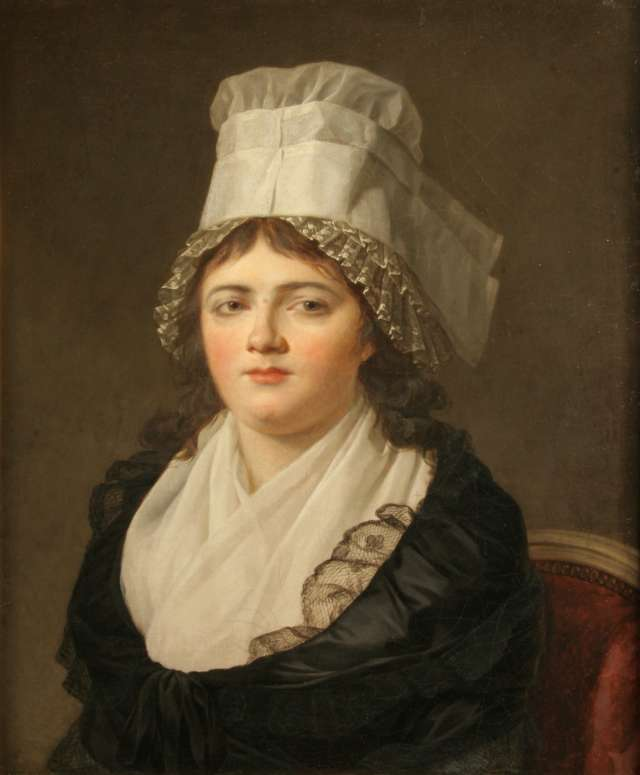
Antoinette Gabrielle Charpentier, esposa de Danton

Nació en Arcis-sur-Aube, Champaña, como uno de los cuatro hijos de un fiscal respetado pero no rico. Siendo pequeño, fue corneado por un toro mientras, según antigua costumbre de la región, era amamantado por una vaca. Después resultó arrollado por una piara de cerdos y sufrió la viruela, todo lo cual le dejaría marcas y cicatrices en el rostro. Al principio asistió a la escuela de Sézanne, y a los trece años abandonó la casa de sus padres para ingresar en el seminario de Troyes. Mientras asistía a la escuela, a su compañero y amigo Jules-François Paré debían vendarle las manos como castigo, pero Danton defendió a su amigo y se manifestó en contra de los castigos corporales en clase. Danton habló de forma tan persuasiva que el director de la escuela decidió prohibir la práctica. 
En 1780, se instaló en París, donde trabajó como oficinista. En 1784, comenzó a estudiar Derecho, y en 1787 se convirtió en miembro del Conseil du Roi. Estudió Derecho en la facultad de Reims y, tras licenciarse, se inscribió en un despacho de abogados en París. Más que el bufete frecuentaba los cafés, lo que le sirvió para conocer a varios futuros revolucionarios: Camille Desmoulins y Marat entre ellos, así como a su futura esposa, Antoinette Gabrielle Charpentier. Antoinette era hija de un próspero propietario de un café muy respetable, y su dote permitió a Danton comprar el cargo de abogado en el Consejo del Rey en 1787.
La pareja vivía en un apartamento de seis habitaciones en el corazón de la orilla izquierda (cerca del Café Procope), y tuvo tres hijos:
- François, nacido en mayo de 1788, murió en la infancia el 24 de abril de 1789.
- Antoine, nacido el 18 de junio de 1790, fallecido el 14 de junio de 1858.
- François Georges, nacido el 2 de febrero de 1792, fallecido el 18 de junio de 1848.

## Revolución francesa de 1789
A partir del 14 de julio de 1789, día de la Toma de la Bastilla, Georges Danton se alistó como voluntario en la Guardia de su distrito. Él y su distrito se opusieron al marqués de La Fayette, comandante de la Guardia Nacional, y a Jean Sylvain Bailly, alcalde provisional. A principios de octubre, es elegido presidente de su sección (en torno al Convento de los Cordeliers, en 15 rue de l'École de Médecine,  Sexto arrondissement) y diputado de la Comuna y redacta el cartel de los Cordeliers que llama a los parisinos a las armas.
Su casa de la rue des Cordeliers estaba abierta a mucha gente del barrio. Danton, Desmoulins, y Marat, que vivía a la vuelta de la esquina, utilizaban el cercano Café Procope como lugar de reunión. Danton protegió a Marat de los procesos judiciales y, en marzo de 1790, LaFayette ordenó la detención de Danton. La Comuna de París fue dividida en 48 secciones y se les permitió reunirse por separado. Danton fue destituido por una redistribución de París, por la que fue indemnizado.
El 27 de abril de 1790, se convierte en presidente del Club de Cordeliers. El 2 de agosto, Bailly se convirtió en el primer alcalde electo de París; Danton obtuvo 49 votos, Marat y Luis XVI sólo uno cada uno. En la primavera de 1791, Danton comenzó repentinamente a invertir en propiedades, en su lugar de nacimiento o cerca de él, a gran escala.
Cuando comenzó la Revolución francesa en 1789, Danton se introdujo en la política con entusiasmo y pasó a ser la vanguardia del radicalismo parisino. Sus discursos a menudo eran intensos, pero solía actuar con cautela. Pese a ser una persona generosa, amable y de gran flexibilidad ideológica, recayeron sobre él graves sospechas de que aceptaba sobornos de los monárquicos.

En julio de 1790, fundó la Sociedad de los Derechos del Hombre y del Ciudadano, más conocido por el club de Los Cordeliers. Fue elegido miembro de la Convención Nacional, en la que recibió inmediatamente los ataques de los diputados moderados, conocidos como girondinos, que lo consideraban un radical y un rival peligroso. Danton intentó conciliarse con sus oponentes, pero sus esfuerzos fueron rechazados.

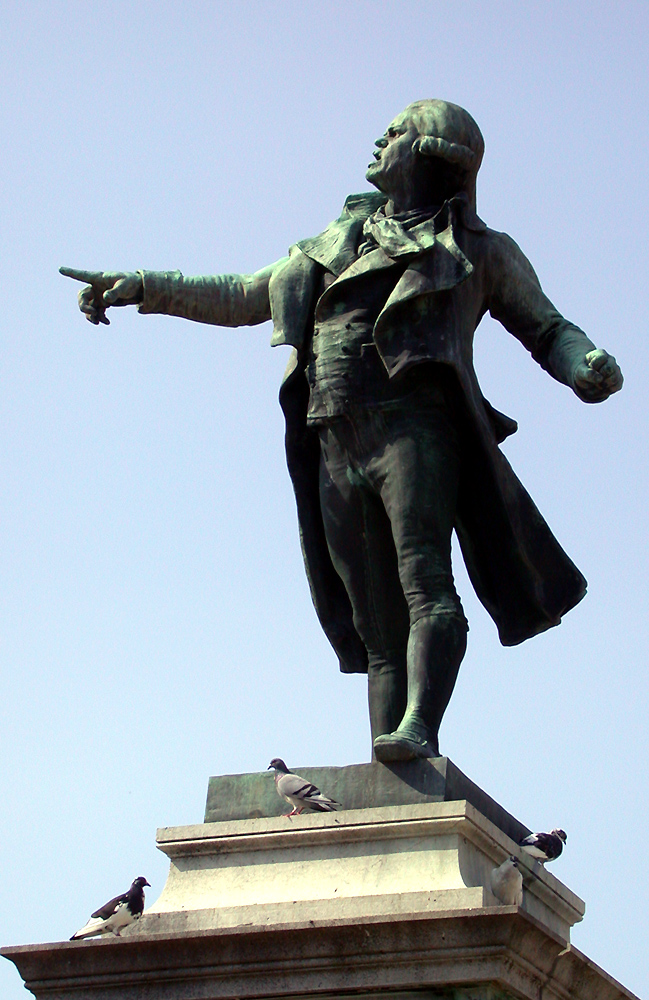
Estatua de Georges-Jacques Danton en Tarbes.

Miembro de la Comuna, dirigió la agitación republicana que condujo a los fusilamientos de los manifestantes en el Campo de Marte el 17 de julio de 1791. Danton huye y se refugia en Inglaterra.
A su retorno, en noviembre de 1791, es elegido sustituto del procurador de la Comuna de París y, tras participar en la insurrección de agosto de 1792, es nombrado ministro de Justicia. Por su condición como miembro de la Comuna, y formando parte, a la vez, del Consejo del Gobierno, Danton se convierte en el hombre con más poder en Francia.[cita requerida]
Apenas había entrado en la Administración revolucionaria de París cuando el intento de huida del rey Luis XVI a Varennes le hizo apoyar las peticiones de abolir la monarquía e instaurar una república.
En noviembre de 1792 fue enviado por la Convención a Bélgica, por lo que no estuvo presente en la vista del juicio contra Luis XVI, pero al dictarse la sentencia votó por la muerte del rey, apoyando así a Robespierre. Defendió la anexión de Bélgica a la República.

## Comité de Salvación Pública
Como presidente de la Sociedad de los Derechos del Hombre y del Ciudadano, el club de los cordeleros, y por sus capacidades como orador, va ganando una gran popularidad. Según un biógrafo, "la altura de Danton era colosal, su aspecto atlético, sus rasgos fuertemente marcados, groseros y desagradables, su voz sacudía las cúpulas de los pasillos", pese a su físico poco agraciado y a su cínico discurso, Danton poseía un carisma y una oratoria tan brillantes que conseguía simpatizar con todos.
En enero de 1793, vota a favor de la ejecución de Luis XVI, pese a que anteriormente había propuesto el destierro. En marzo de 1793 participa en la creación del Tribunal Revolucionario, que preside desde julio el propio Danton[cita requerida]. En abril entra en el Comité de Salvación Pública, órgano ejecutivo de la primera República Francesa. 

## Régimen del terror
Danton -que había apoyado la creación y concesión de poderes especiales al Comité de Salvación Pública- se opuso a lo que consideraba una dictadura y a la sangrienta represión que el Comité lanzó contra todo tipo de disidentes (conocida como el Terror). Argumentando que las victorias militares obtenidas por los ejércitos revolucionarios en 1793 hacían ya innecesarias las medidas de excepción, organizó una campaña política en favor de la clemencia y de la aplicación de la Constitución. 
Así entrará en franca oposición con Robespierre, no tanto por sus convicciones, que las tienen en común, cuanto por la forma. Danton intenta pacificar el país y llegar a un entendimiento entre girondinos y jacobinos; se opone a la continuidad del Terror, apoyando al grupo denominado de los «indulgentes» y defiende las reivindicaciones de los sans-culottes, desaconsejando la ejecución de María Antonieta. 
La ruptura entre los «dantonistas» y los jacobinos se consuma a fines del año 1793, período en el que Robespierre intenta mantener el equilibrio político de su gobierno encarándose a los más radicales, así como a los más moderados. Los jacobinos acusan a Danton de malversación de fondos y de haberse vendido a los monárquicos, y se ve comprometido, junto a su amigo y diputado Fabre d’Églantine, en el escándalo de la liquidación de la Compañía de las Indias. A causa de todo ello, Danton se encuentra en peligro y, una vez más, huye, refugiándose en Arcis-sur-Aube.
El 30 de marzo de 1794, quince días después de la ejecución de los «hebertistas», Danton, Desmoulins y Fabre son arrestados bajo la acusación de ser «enemigos de la República», según la denuncia llevada a cabo por Saint-Just.

Fue condenado a muerte y guillotinado el 5 de abril de 1794. Sus últimas palabras fueron: «No os olvidéis, sobre todo no os olvidéis de mostrar mi cabeza al pueblo; merece la pena», también alcanzó a decir: «De lo único que me arrepiento, es irme antes que esa rata de Robespierre».

## Disputas sobre su carácter
La influencia y el carácter de Danton durante la Revolución Francesa fueron, y siguen siendo, muy discutidos entre muchos historiadores, con perspectivas variadas sobre él que van desde corrupto y violento a generoso y patriota. Danton no dejó muchas obras escritas, personales o políticas; por lo tanto, la mayor parte de la información sobre sus acciones y su personalidad se ha obtenido de fuentes de segunda mano..
Una visión de Danton, presentada por historiadores como Thiers y Mignet, sugirió que era "un revolucionario gigantesco" con pasiones extravagantes, un alto nivel de inteligencia y un afán por la violencia en la consecución de sus objetivos. Otro retrato de Danton surge de la obra de Lamartine, quien calificó a Danton de hombre "desprovisto de honor, principios y moralidad" que sólo encontró emoción y una oportunidad de distinción durante la Revolución Francesa. Era un mero "estadista del materialismo" que se compraba de nuevo cada día. Cualquier momento revolucionario se escenificaba por la perspectiva de gloria y más riqueza.
Robinet presenta una perspectiva diferente sobre Danton, cuya valoración es más positiva y lo retrata como una figura digna de admiración. Según Robinet, Danton fue un ciudadano, hijo, padre y esposo comprometido, cariñoso y generoso. Se mantuvo leal a sus amigos y al país de Francia evitando la "ambición personal" y se entregó por entero a la causa de mantener "el gobierno consolidado" para la República. Siempre sintió amor por su país y por las masas trabajadoras, que en su opinión merecían "dignidad, consuelo y felicidad".
(Morley, 1911) escribió que Danton destaca como maestro de la frase de mando. Una de sus feroces frases se ha convertido en un proverbio. Contra el duque de Brunswick y los invasores, "il nous faut de l'audace, et encore de l'audace, et toujours de l'audace" – "¡Necesitamos audacia, y aún más audacia, y siempre audacia!". Según Georges Lefebvre era despreocupado y perezoso. Se le ve como un optimista, un líder lleno de energía, al que le gustaban los placeres de la vida, despreocupado e indulgente.

## En el cine
| Año  | Película                   | Director                          | Actor                 |
| ---- | -------------------------- | --------------------------------- | --------------------- |
| 1983 | Danton                     | Andrzej Wajda                     | Gérard Depardieu      |
| 1989 | Historia de una revolución | Roberto Enrico Richard T. Heffron | Klaus Maria Brandauer |

| Precedido por: Étienne Louis Hector Dejoly                             | Ministro de Justicia de Francia 10 de agosto-9 de octubre de 1792    | Sucedido por: Dominique Joseph Garat          |
| Precedido por: André Jeanbon                                           | Presidente de la Convención Nacional 25 de julio-8 de agosto de 1793 | Sucedido por: Marie-Jean Hérault de Séchelles |
| Miembro del Comité de Salvación Pública 7 de abril-10 de julio de 1793 |                                                                      |                                               |